# Eclissi solare del 7 aprile 1940
L'eclissi solare del 7 aprile 1940 è un evento astronomico che ha avuto luogo il suddetto giorno attorno alle ore 20.21 UTC. 
L'eclissi, di tipo anulare, è stata visibile dalle Isole Gilbert ed Ellice (la parte che ora appartiene allo stato insulare di Kiribati), dal Messico e dagli Stati Uniti.
L'eclissi è durata 7 minuti e 30 secondi.

## Eclissi correlate

### Eclissi solari 1939 - 1942
Questa eclissi è un membro di una serie semestrale. Un'eclissi in una serie semestrale di eclissi solari si ripete approssimativamente ogni 177 giorni e 4 ore (un semestre) a nodi alternati dell'orbita della Luna.

### Ciclo di Saros 128
Questa eclissi è un membro del ciclo di Saros 128, che include 73 eclissi che si verificano a intervalli di 18 anni e 11 giorni. La serie iniziò con un'eclissi solare parziale il 29 agosto 984 d.C. Dal 16 maggio 1417 al 18 giugno 1471 la serie comprese eclissi solari totali seguite da eclissi solari ibride dal 28 giugno 1489 al 31 luglio 1543 ed eclissi solari anulari dall'11 agosto 1561 al 25 luglio 2120. La serie avrà termine al membro 73 con un'eclissi parziale il 1º novembre 2282. Tutte le eclissi in questa serie si verificano nel nodo discendente della Luna.